# 鳥羽市消防本部
鳥羽市消防本部（とばししょうぼうほんぶ）は、三重県鳥羽市の消防部局（消防本部）。管轄区域は鳥羽市全域。

## 概要
- 管内面積：107.34km2
- 職員定数：47人
- 消防署1カ所
- 主力機械（2024年4月1日現在）[1]
  - はしご付消防自動車：1
  - 化学消防ポンプ自動車：1
  - 水槽付消防ポンプ自動車：1
  - 消防ポンプ自動車：1
  - 高規格救急自動車：3
  - 連絡車：2
  - 指揮車：1
  - 人員搬送車：1
  - 資機材搬送車：1
  - 防火啓発車：1
  - 査察指導車：1

## 沿革
- 1963年11月　鳥羽市消防本部を設置。

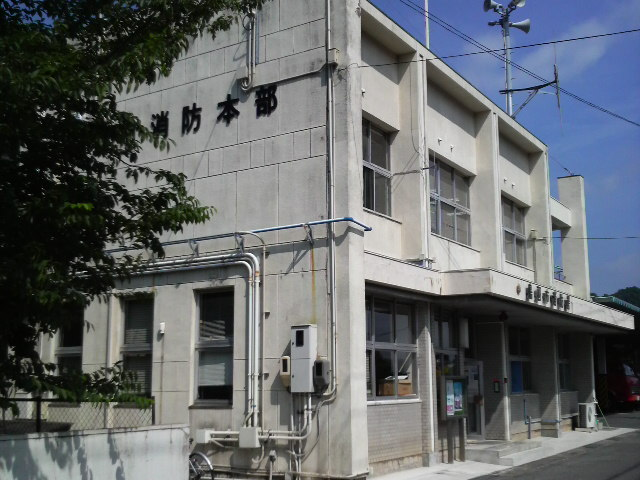
旧庁舎（2008年）

- 1964年10月　救急車を消防本部に配備。
- 1967年4月　鳥羽市消防署を開設。
- 1971年10月　消防本部・消防署庁舎が落成。（船津町281番地[2]）
- 1983年12月　はしご付消防車を消防署に配備。
- 1986年2月　化学消防車を消防署に配備。
- 1994年3月　高規格救急車を消防署に配備。
- 2016年3月30日　南鳥羽出張所の竣工式を挙行[3]。同年4月1日より運用開始[3]。
- 2021年2月17日　消防本部新庁舎の内覧会を開催[4]。同年3月1日より運用開始[4]

## 組織
- 本部 - 消防総務室（庶務係、消防係）、予防室（予防係、危険物係）
- 消防署 - 警防係、救急係、救助係、通信指令係

## 消防署
| 消防署       | 住所              | 出張所                  |
| ------------ | ----------------- | ----------------------- |
| 鳥羽市消防署 | 安楽島町1459番地3 | 南鳥羽：松尾町1358番地1 |